# Grand Ballon

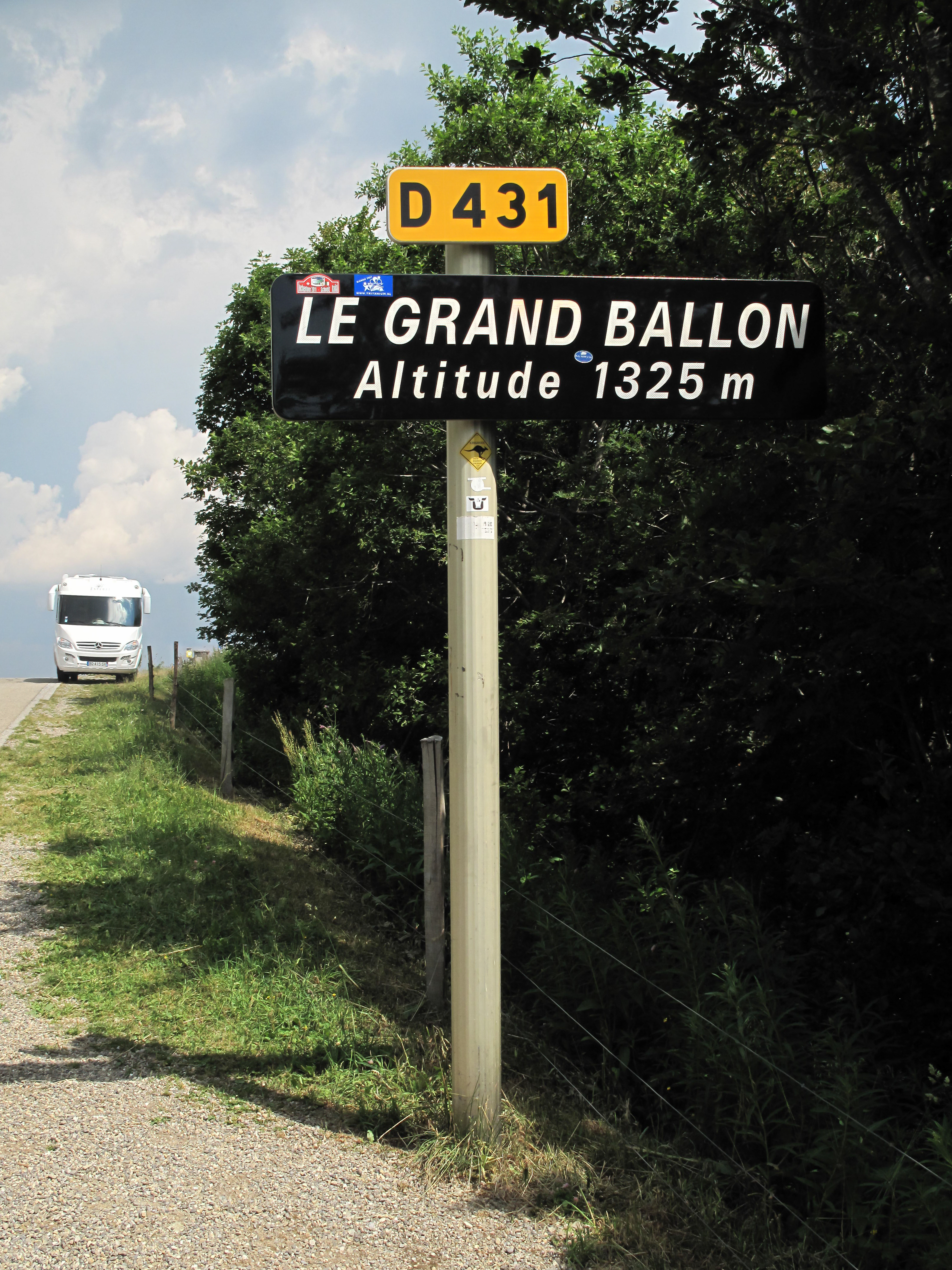
Grand Ballon, naambordje

De Grand Ballon (Duits: Große Belchen) is de hoogste berg (1424 m) in de Vogezen, een middelhoge bergketen in het noordoosten van Frankrijk. De berg ligt in het zuidelijk deel van de bergrug. Beeldbepalend is het radarstation op de top.
De Grand Ballon ligt in het department Haut-Rhin (in de Elzas) en niet in het departement de "Vogezen", maar wel in het middengebergte de "Vogezen".
Aan de andere zijde van de Rijn, in het Zwarte Woud, ligt nog een hoge top die (Schwarzwälder) Belchen wordt genoemd. Hierdoor kan men duidelijk zien dat de Vogezen en het Zwarte Woud nauw met elkaar verbonden zijn.
De Grand Ballon ligt in het natuurpark Ballons des Vosges. De top van de berg ligt net boven de boomgrens, er is van daar een ruim uitzicht over de omgeving. Veel verder naar het zuiden zijn de Alpen te zien, waaronder de Mont Blanc. In het gebied rond de Grand Ballon kunnen wandelingen worden gemaakt. Het traject van de wandelroute GR5 (Hoek van Holland - Nice) leidt over de berg. De Frans-Spaanse wandelroute GR7 begint er.
rechts

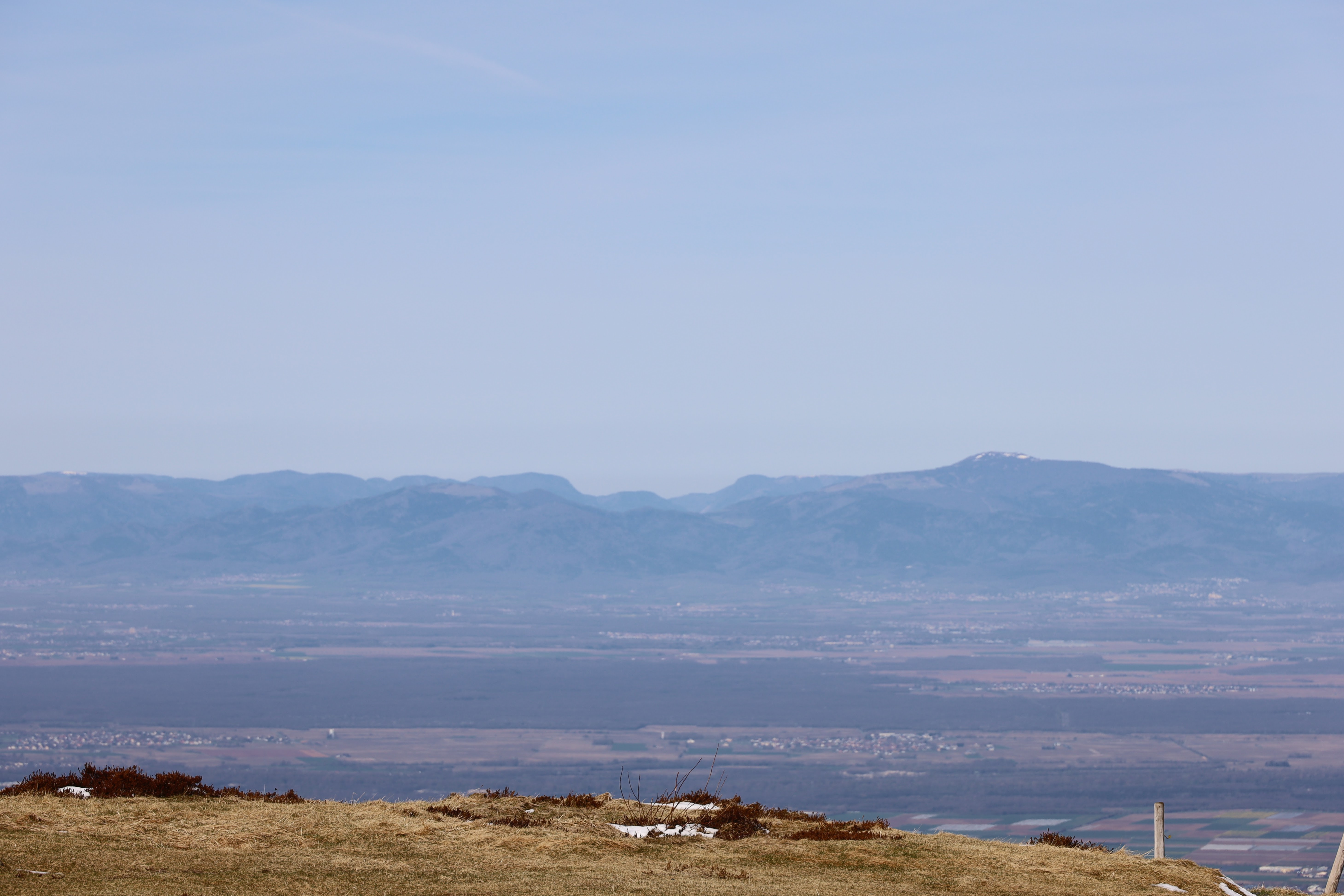
De Grand Ballon (hoogste top, rechts) te zien vanaf Belchen in het Zwarte Woud. De rijnvlakte tussen het Zwarte Woud en de Vogezen is ook duidelijk zichtbaar.

De Grand Ballon is een van de toppen waar de Route des Crêtes over voert. Deze weg verbindt alle hoogten van het massief van de Vogezen met elkaar. Hij voert op 1325 m een eind onder de top over een col. Toeristen die de berg per wagen willen bezoeken volgen deze route. Over de weg wordt ook veel gefietst.

## Wielrennen
De Grand Ballon werd reeds negen maal opgenomen in het parcours van de Ronde Van Frankrijk:
| Jaar | Etappe | Eerste boven         |
| ---- | ------ | -------------------- |
| 1969 | 6      | Lucien Van Impe      |
| 1970 | 9      | Mogens Frey          |
| 1973 | 5      | Charly Grosskost     |
| 1976 | 7      | Giancarlo Bellini    |
| 1992 | 11     | Laurent Fignon       |
| 1997 | 18     | Francesco Casagrande |
| 2005 | 9      | Michael Rasmussen    |
| 2014 | 9      | Tony Martin          |
| 2019 | 6      | Thomas de Gendt      |